# CEV Beachvolleyball Nations Cup 2024
Der CEV Beachvolleyball Nations Cup 2024 war ein Wettbewerb für europäische Beachvolleyball-Nationalteams. Die Veranstaltung ging in diesem Jahr in ihre dritte Spielzeit. Nachdem das Finale 2023 entgegen vorheriger Ankündigung nicht stattgefunden hatte, kämpften die siegreichen Länder der Vorrunden 2023 und 2024 vom 13. bis 16. Juni 2024 in Jūrmala gemeinsam mit dem Veranstalter Lettland um den Gesamtsieg. Die Gewinnernationen bei den Frauen und bei den Männern erhielten je einen Platz im Teilnehmerfeld der Olympischen Spiele in Paris.
Im Gegensatz zum Nations Cup 2022 konnten 2024 nicht die besten europäischen Duos am Finale teilnehmen, weil diese schon über die Weltrangliste für die Olympischen Spiele 2024 qualifiziert waren. Daher war der Hauptzweck des Nations Cups 2024 gemäß der FIVB-Regeln die Ermittlung je eines weiteren europäischen Olympia-Startplatzes. Den erkämpften bei den Männern Frankreich und bei den Frauen die Niederlande. Da jedoch keine der Spielerinnen aus dem deutschen Nachbarland die Vorgaben des Nederlands Olympisch Comité erfüllte, verzichtete die Organisation auf den Platz, der damit an Tschechien fiel.

## Beteiligte Nationen
2023 hatten sich folgende Länder qualifiziert:
Frauen: Deutschland+, Schweiz+, Niederlande, Italien, Frankreich+, Polen, Lettland
Männer: Norwegen, Niederlande+, Italien+, Schweden, Österreich, Schweiz, Frankreich
Hinzu kamen die Sieger der Vorrundenevents 2024 und das Veranstalterland. Eine Besonderheit gab es bei den Frauen: Da Lettland sowohl als Veranstalter als auch als Vorrundensieger 2023 qualifiziert war, erhielt die am 10. Juni 2024 im CEV-Länderranking bestplatzierte Nation unter den Endspielverlierern der Vorrundenwettbewerbe 2024 einen weiteren Platz im Finalturnier, um die Sollstärke von zwölf teilnehmenden Mannschaften zu erreichen.
Es gelten noch die folgenden Einschränkungen: Sollte eine Nation am 10. Juni 2024 bereits die in Paris maximale Mannschaftsanzahl (bei Frauen bzw. bei Männern) von zwei erreicht haben, nimmt diese Nation nicht am Finale in Jūrmala teil. Es rückten dann Nationen mit entsprechendem CEV-Länderranking nach. Teilnehmende Nationen dürfen bereits für Paris qualifizierte Duos nicht beim Finale in Jūrmala einsetzen.
+ keine Finalteilnahme, da zwei Startplätze für Paris sicher sind

## Vorrunde 2024

### Frauen
Pool A fand vom 17. bis 19. Mai in Vilnius statt.
- Teilnehmende Teams: Österreich, Estland, Litauen, Rumänien, Slowenien, Slowakei
- Österreich setzte sich gegen den Gastgeber und gegen Slowenien durch, das zuvor Estland aus dem Wettbewerb geworfen hatte
- Qualifiziert für die Finalrunde: Österreich

Pool B fand vom 17. bis 19. Mai in Balıkesir statt.
- Teilnehmende Teams: Tschechien, Dänemark, Finnland, Griechenland, Türkei
- Tschechien gewann gegen die Türkei. Die Finninnen entschieden das Duell gegen Griechenland und anschließend auch das Endspiel für sich.
- Qualifiziert für die Finalrunde: Finnland

Pool C fand vom 13. bis 15. Mai in Madrid statt.
- Teilnehmende Teams: Israel, Spanien, Norwegen, Zypern, England, Bulgarien
- In der Vorschlussrunde siegte Spanien über Israel und danach über Norwegen, das zuvor gegen England gewonnen hatte.
- Qualifiziert für die Finalrunde: Norwegen, da Spanien bereits zwei Startplätze für die Spiele sicher hat[3]

Pool D fand vom 10. bis 12. Mai in Bibinje statt.
- Teilnehmende Teams: Ukraine, Portugal, Belgien, Schottland, Ungarn, Kroatien
- Im Halbfinale besiegte Belgien Ungarn, während die Ukraine Portugal ausschaltete und anschließend auch gegen Belgien die Oberhand behielt.
- Qualifiziert für die Finalrunde: Ukraine

Für Deutschland, die Schweiz, Frankreich und für das als Veranstalter qualifizierte Lettland nehmen Tschechien, Slowenien, Belgien und Litauen am Finalevent teil.

### Männer
Pool A fand vom 17. bis 19. Mai in Vilnius statt.
- Teilnehmende Teams: Belgien, Kroatien, Gibraltar, Griechenland, Ungarn, Litauen, Ukraine
- Belgien besiegte die Ukraine, verlor jedoch danach gegen Litauen. Der Veranstalter hatte sich im Semifinale auch stärker als Ungarn erwiesen
- Qualifiziert für die Finalrunde: Litauen

Pool B fand vom 13. bis 15. Mai in Madrid statt.
- Teilnehmende Teams: Dänemark, Spanien, Griechenland, Bulgarien, Schottland, Tschechien, Finnland
- Wie die Frauen setzten sich auch die Männer des Gastgebers nach Siegen über Dänemark und Israel durch. Das Team aus Vorderasien hatte zuvor Finnland eliminiert.
- Qualifiziert für die Finalrunde: Spanien

Pool C fand vom 18. bis 20. Mai in Hamburg statt.
- Teilnehmende Teams: Zypern, England, Estland, Deutschland, Luxemburg, Moldawien, Slowenien
- Slowenien bezwang Estland und Deutschland war stärker als England. Der Ausrichter des Events in der Stadt an Elbe und Alster sicherte sich bei den Männern das letzte Ticket für Jūrmala.
- Qualifiziert für die Finalrunde: Deutschland

Pool D fand vom 17. bis 19. Mai in Balıkesir statt.
- Teilnehmende Teams: Polen, Portugal, Rumänien, Schottland, Slowakei, Türkei
- Die Türken unterlagen den Polen, die das Finale jedoch gegen Portugal verloren. Die Mannschaft von der Iberischen Halbinsel hatte sich in der Vorschlussrunde gegen die Slowakei durchgesetzt.
- Qualifiziert für die Finalrunde:  Portugal

Für die Niederlande und Italien nehmen Polen und Belgien am Finalevent teil.

## Finalrunde
Die Auslosung der Pools fand am 11. Juni 2024 statt.

### Frauen

#### Teams
| Pool A               | Pool A               | Pool A              |  | Pool B              | Pool B                  | Pool B        |
| -------------------- | -------------------- | ------------------- |  | ------------------- | ----------------------- | ------------- |
| Polen                | Tschechien           | Belgien             |  | Italien             | Österreich              | Slowenien     |
| Jagoda Gruszczyńska  | Barbora Hermannová   | Sarah Cools         |  | Claudia Scampoli    | Dorina Klinger          | Živa Javornik |
| Aleksandra Wachowicz | Marie-Sára Štochlová | Lisa Van Den Vonder |  | Margherita Bianchin | Ronja Klinger           | Maja Marolt   |
| Kinga Wojtasik       | Kylie Neuschaeferová | Jade Van Deun       |  | Reka Orsi Toth      | Lena Plesiutschnig      | Tjaša Kotnik  |
| Katarzyna Kociołek   | Markéta Svolizová    | Youna Coens         |  | Giada Bianchi       | Katharina Schützenhöfer | Tajda Lovšin  |

| Pool C          | Pool C            | Pool C                 |  | Pool D          | Pool D            | Pool D               |
| --------------- | ----------------- | ---------------------- |  | --------------- | ----------------- | -------------------- |
| Niederlande     | Finnland          | Norwegen               |  | Lettland        | Ukraine           | Litauen              |
| Brecht Piersma  | Taru Lahti        | Sunniva Helland-Hansen |  | Anija Ozoliņa   | Tetjana Lasarenko | Ieva Dumbauskaitė    |
| Wies Bekhuis    | Niina Ahtiainen   | Emilie Olimstad        |  | Anete Namiķe    | Maryna Hladun     | Ieva Vasiliauskaitė  |
| Emi van Driel   | Anniina Parkkinen | Frida Berntsen         |  | Marta Ozoliņa   | Diana Lunina      | Gerda Grudzinskaitė  |
| Kirsten Bröring | Valma Prihti      | Oda Steinvåg           |  | Luīze Skrastiņa | Inna Makhno       | Rugile Grudzinskaitė |

#### Gruppenspiele
| Tabelle  | Tabelle    | Tabelle | Tabelle | Tabelle |
| -------- | ---------- | ------- | ------- | ------- |
| Gruppe A |            |         |         |         |
| Platz    | Nation     |         |         |         |
| 1.       | Polen      |         |         |         |
| 2.       | Tschechien |         |         |         |
| 3.       | Belgien    |         |         |         |

| 13. Juni   | 2     | Kylie Neuschaeferová / Markéta Svolizová   | 2          | Jade Van Deun / Youna Coens               | 2:0 (21-17, 21-14)        |
| 13. Juni   | 1     | Barbora Hermannová / Marie-Sára Štochlová  | 1          | Sarah Cools / Lisa Van Den Vonder         | 2:0 (21-17, 21-16)        |
|            |       |                                            |            |                                           |                           |
| 13. Juni   | 2     | Kinga Wojtasik / Katarzyna Kociolek        | 2          | Jade Van Deun / Youna Coens               | 2:0 (21-16, 21-16)        |
| 13. Juni   | 1     | Jagoda Gruszczynska / Aleksandra Wachowicz | 1          | Sarah Cools / Lisa Van Den Vonder         | 2:0 (21-17, 21-17)        |
|            |       |                                            |            |                                           |                           |
| 13. Juni   | 2     | Kinga Wojtasik / Katarzyna Kociolek        | 2          | Kylie Neuschaeferová / Markéta Svolizová  | 1:2 (17-21, 21-15, 14-16) |
| 13. Juni   | 1     | Jagoda Gruszczynska / Aleksandra Wachowicz | 1          | Barbora Hermannová / Marie-Sára Štochlová | 2:0 (22-20, 21-18)        |
| Golden Set | Polen | Jagoda Gruszczynska / Aleksandra Wachowicz | Tschechien | Barbora Hermannová / Marie-Sára Štochlová | 1:0 (15-12)               |

| Tabelle  | Tabelle    | Tabelle | Tabelle | Tabelle |
| -------- | ---------- | ------- | ------- | ------- |
| Gruppe B |            |         |         |         |
| Platz    | Nation     |         |         |         |
| 1.       | Italien    |         |         |         |
| 2.       | Österreich |         |         |         |
| 3.       | Slowenien  |         |         |         |

| 13. Juni | 2 | Lena Plesiutschnig / Katharina Schützenhöfer | 2 | Tjasa Kotnik / Tajda Lovsin                  | 2:0 (21-8, 21-13)        |
| 13. Juni | 1 | Dorina Klinger / Ronja Klinger               | 1 | Živa Javornik / Maja Marolt                  | 2:0 (21-19, 21-15)       |
|          |   |                                              |   |                                              |                          |
| 13. Juni | 2 | Reka Orsi Toth / Giada Bianchi               | 2 | Tjasa Kotnik / Tajda Lovsin                  | 2:1 (21-11, 20-22, 15-7) |
| 13. Juni | 1 | Claudia Scampoli / Margherita Bianchin       | 1 | Živa Javornik / Maja Marolt                  | 2:0 (21-19, 21-14)       |
|          |   |                                              |   |                                              |                          |
| 13. Juni | 2 | Reka Orsi Toth / Giada Bianchi               | 2 | Lena Plesiutschnig / Katharina Schützenhöfer | 2:0 (21-19, 21-15)       |
| 13. Juni | 1 | Claudia Scampoli / Margherita Bianchin       | 1 | Dorina Klinger / Ronja Klinger               | 2:0 (Wertung)            |

| Tabelle  | Tabelle     | Tabelle | Tabelle | Tabelle |
| -------- | ----------- | ------- | ------- | ------- |
| Gruppe C |             |         |         |         |
| Platz    | Nation      |         |         |         |
| 1.       | Finnland    |         |         |         |
| 2.       | Niederlande |         |         |         |
| 3.       | Norwegen    |         |         |         |

| 13. Juni   | 2           | Anniina Parkkinen / Valma Prihti | 2        | Frida Berntsen / Oda Steinvåg            | 2:0 (21-16, 21-16)      |
| 13. Juni   | 1           | Taru Lahti / Niina Ahtiainen     | 1        | Sunniva Helland-Hansen / Emilie Olimstad | 2:0 (21-19, 21-19)      |
|            |             |                                  |          |                                          |                         |
| 13. Juni   | 2           | Emi van Driel / Kirsten Bröring  | 2        | Frida Berntsen / Oda Steinvåg            | 2:0 (21-9, 21-12)       |
| 13. Juni   | 1           | Brecht Piersma / Wies Bekhuis    | 1        | Sunniva Helland-Hansen / Emilie Olimstad | 2:1 (21-8, 18-21, 15-7) |
|            |             |                                  |          |                                          |                         |
| 13. Juni   | 2           | Emi van Driel / Kirsten Bröring  | 2        | Anniina Parkkinen / Valma Prihti         | 2:0 (21-11, 21-19)      |
| 13. Juni   | 1           | Brecht Piersma / Wies Bekhuis    | 1        | Taru Lahti / Niina Ahtiainen             | 0:2 (22-24, 16-21)      |
| Golden Set | Niederlande | Brecht Piersma / Wies Bekhuis    | Finnland | Taru Lahti / Niina Ahtiainen             | 0:1 (8-15)              |

| Tabelle  | Tabelle  | Tabelle | Tabelle | Tabelle |
| -------- | -------- | ------- | ------- | ------- |
| Gruppe D |          |         |         |         |
| Platz    | Nation   |         |         |         |
| 1.       | Ukraine  |         |         |         |
| 2.       | Litauen  |         |         |         |
| 3.       | Lettland |         |         |         |

| 13. Juni   | 2        | Diana Lunina / Inna Makhno        | 2       | Gerda Grudzinskaitė / Rugile Grudzinskaitė | 2:0 (21-16, 21-14)        |
| 13. Juni   | 1        | Tetjana Lazarenko / Maryna Hladun | 1       | Ieva Dumbauskaitė / Ieva Vasiliauskaitė    | 2:0 (21-12, 21-13)        |
|            |          |                                   |         |                                            |                           |
| 13. Juni   | 2        | Marta Ozoliņa / Luīze Skrastiņa   | 2       | Gerda Grudzinskaitė / Rugile Grudzinskaitė | 0:2 (14-21, 15-21)        |
| 13. Juni   | 1        | Anete Namiķe / Anija Ozoliņa      | 1       | Ieva Dumbauskaitė / Ieva Vasiliauskaitė    | 0:2 (12-21, 15-21)        |
|            |          |                                   |         |                                            |                           |
| 13. Juni   | 2        | Marta Ozoliņa / Luīze Skrastiņa   | 2       | Diana Lunina / Inna Makhno                 | 2:1 (12-21, 23-21, 15-13) |
| 13. Juni   | 1        | Anete Namiķe / Anija Ozoliņa      | 1       | Tetjana Lazarenko / Maryna Hladun          | 0:2 (18-21, 16-21)        |
| Golden Set | Lettland | Marta Ozoliņa / Luīze Skrastiņa   | Ukraine | Tetjana Lazarenko / Maryna Hladun          | 0:1 (10-15)               |

#### Viertelfinale
| 14. Juni | 1. Gruppe D | 2     | Diana Lunina / Inna Makhno                 | 2. Gruppe B | 2           | Katharina Schützenhöfer / Lena Plesiutschnig | 0:2 (17-21, 15-21)        |
| 14. Juni | 1. Gruppe D | 1     | Tetjana Lazarenko / Maryna Hladun          | 2. Gruppe B | 1           | Dorina Klinger / Ronja Klinger               | 0:2 (16-21, 18-21)        |
| 14. Juni | 1. Gruppe C | 2     | Anniina Parkkinen / Valma Prihti           | 2. Gruppe A | 2           | Kylie Neuschaeferová / Markéta Svolizová     | 0:2 (24-26, 19-21)        |
| 14. Juni | 1. Gruppe C | 1     | Taru Lahti / Niina Ahtiainen               | 2. Gruppe A | 1           | Barbora Hermannová / Marie-Sára Štochlová    | 0:2 (20-22, 22-24)        |
| 14. Juni | 1. Gruppe A | 2     | Kinga Wojtasik / Katarzyna Kociolek        | 2. Gruppe C | 2           | Emi van Driel / Kirsten Bröring              | 1:2 (13-21, 21-15, 15-17) |
| 14. Juni | 1. Gruppe A | 1     | Jagoda Gruszczynska / Aleksandra Wachowicz | 2. Gruppe C | 1           | Brecht Piersma / Wies Bekhuis                | 2:1 (21-18, 16-21, 15-12) |
| 14. Juni | Golden Set  | Polen | Jagoda Gruszczynska / Aleksandra Wachowicz |             | Niederlande | Brecht Piersma / Emi van Driel               | 0:1 (11-15)               |
| 14. Juni | 1. Gruppe B | 2     | Reka Orsi Toth / Giada Bianchi             | 2. Gruppe D | 2           | Gerda Grudzinskaitė / Rugile Grudzinskaitė   | 2:0 (21-15, 21-13)        |
| 14. Juni | 1. Gruppe B | 1     | Margherita Bianchin / Claudia Scampoli     | 2. Gruppe D | 1           | Ieva Dumbauskaitė / Ieva Vasiliauskaitė      | 2:0 (27-25, 21-16)        |

#### Halbfinale
| 15. Juni | Sieger Viertelfinale 3 | 2           | Emi van Driel / Kirsten Bröring           | Sieger Viertelfinale 1 | 2          | Katharina Schützenhöfer / Lena Plesiutschnig | 0:2 (18:21, 16-21) |
| 15. Juni | Sieger Viertelfinale 3 | 1           | Brecht Piersma / Wies Bekhuis             | Sieger Viertelfinale 1 | 1          | Dorina Klinger / Ronja Klinger               | 2:0 (21-18, 21-18) |
| 15. Juni | Golden Set             | Niederlande | Brecht Piersma / Wies Bekhuis             |                        | Osterreich | Katharina Schützenhöfer / Lena Plesiutschnig | 1:0 (19-17)        |
| 15. Juni | Sieger Viertelfinale 2 | 2           | Kylie Neuschaeferová / Markéta Svolizová  | Sieger Viertelfinale 4 | 2          | Reka Orsi Toth / Giada Bianchi               | 2:0 (21-16, 21-17) |
| 15. Juni | Sieger Viertelfinale 2 | 1           | Barbora Hermannová / Marie-Sára Štochlová | Sieger Viertelfinale 4 | 1          | Margherita Bianchin / Claudia Scampoli       | 2:0 (21-15, 27-25) |

#### Finale
| 16. Juni | Sieger Halbfinale 1 | 2 | Emi van Driel / Kirsten Bröring | Sieger Halbfinale 2 | 2 | Kylie Neuschaeferová / Markéta Svolizová  | 2:1 (19-21, 21-15, 15-11) |
| 16. Juni | Sieger Halbfinale 1 | 1 | Brecht Piersma / Wies Bekhuis   | Sieger Halbfinale 2 | 1 | Barbora Hermannová / Marie-Sára Štochlová | 2:1 (21-17, 20-22, 15-7)  |

### Männer

#### Teams
| Pool A             | Pool A           | Pool A        |  | Pool B              | Pool B                | Pool B             |
| ------------------ | ---------------- | ------------- |  | ------------------- | --------------------- | ------------------ |
| Österreich         | Spanien          | Portugal      |  | Frankreich          | Litauen               | Deutschland        |
| Christoph Dressler | Alejandro Huerta | João Pedrosa  |  | Téo Rotar           | Patrikas Stankevičius | Lukas Pfretzschner |
| Philipp Waller     | Javier Huerta    | Hugo Campos   |  | Arnaud Gauthier-Rat | Audrius Knašas        | Sven Winter        |
| Timo Hammarberg    | Antonio Saucedo  | Gonçalo Sousa |  | Julien Lyneel       | Robert Juchnevic      | Paul Henning       |
| Moritz Pristauz    | Álvaro Viera     | Tomas Sousa   |  | Rémi Bassereau      | Artur Vasiljev        | Bennet Poniewaz    |

| Pool C           | Pool C          | Pool C       |  | Pool D             | Pool D                | Pool D             |
| ---------------- | --------------- | ------------ |  | ------------------ | --------------------- | ------------------ |
| Norwegen         | Schweiz         | Polen        |  | Lettland           | Schweden              | Belgien            |
| Hendrik Mol      | Marco Krattiger | Piotr Kantor |  | Mārtiņš Pļaviņš    | Jacob Hölting Nilsson | Gilles Vandecaveye |
| Mathias Berntsen | Florian Breer   | Jakub Zdybek |  | Kristiāns Fokerots | Elmer Andersson       | Louis Vandecaveye  |
| Markus Mol       | Adrian Heidrich | Maciej Rudol |  | Ardis Bedrītis     | Theodor Grahn         | Daan Hendrikx      |
| Jo Sunde         | Leo Dillier     | Filip Lejawa |  | Artūrs Rinkevičs   | Linus Isaksson        | Kyan Vercauteren   |

#### Gruppenspiele
| Tabelle  | Tabelle    | Tabelle | Tabelle | Tabelle |
| -------- | ---------- | ------- | ------- | ------- |
| Gruppe A |            |         |         |         |
| Platz    | Nation     |         |         |         |
| 1.       | Österreich |         |         |         |
| 2.       | Portugal   |         |         |         |
| 3.       | Spanien    |         |         |         |

| 13. Juni   | 2       | Antonio Saucedo / Álvaro Viera      | 2        | Gonçalo Sousa / Tomas Sousa      | 2:0 (21-10, 21-14)        |
| 13. Juni   | 1       | Alejandro Huerta / Javier Huerta    | 1        | João Pedrosa / Hugo Campos       | 1:2 (19-21, 21-14, 16-18) |
| Golden Set | Spanien | Alejandro Huerta / Javier Huerta    | Portugal | João Pedrosa / Hugo Campos       | 0:1 (11-15)               |
| 13. Juni   | 2       | Timo Hammarberg / Moritz Pristauz   | 2        | Gonçalo Sousa / Tomas Sousa      | 2:0 (21-8, 21-10)         |
| 13. Juni   | 1       | Christoph Dressler / Philipp Waller | 1        | João Pedrosa / Hugo Campos       | 2:0 (21-19, 21-14)        |
|            |         |                                     |          |                                  |                           |
| 14. Juni   | 2       | Timo Hammarberg / Moritz Pristauz   | 2        | Antonio Saucedo / Álvaro Viera   | 2:0 (21-10, 21-18)        |
| 14. Juni   | 1       | Christoph Dressler / Philipp Waller | 1        | Alejandro Huerta / Javier Huerta | 2:1 (21-17, 19-21, 15-11) |
|            |         |                                     |          |                                  |                           |

| Tabelle  | Tabelle     | Tabelle | Tabelle | Tabelle |
| -------- | ----------- | ------- | ------- | ------- |
| Gruppe B |             |         |         |         |
| Platz    | Nation      |         |         |         |
| 1.       | Frankreich  |         |         |         |
| 2.       | Deutschland |         |         |         |
| 3.       | Litauen     |         |         |         |

| 13. Juni   | 2       | Robert Juchnevic / Artur Vasiljev      | 2           | Paul Henning / Bennet Poniewaz         | 1:2 (21-18, 17-21, 9-15)  |
| 13. Juni   | 1       | Patrikas Stankevicius / Audrius Knasas | 1           | Lukas Pfretzschner / Sven Winter       | 2:0 (21-19, 21-17)        |
| Golden Set | Litauen | Patrikas Stankevicius / Audrius Knasas | Deutschland | Lukas Pfretzschner / Sven Winter       | 0:1 (13-15)               |
| 13. Juni   | 2       | Julien Lyneel / Rémi Bassereau         | 2           | Paul Henning / Bennet Poniewaz         | 2:1 (21-15, 18-21, 15-12) |
| 13. Juni   | 1       | Téo Rotar / Arnaud Gauthier-Rat        | 1           | Lukas Pfretzschner / Sven Winter       | 2:1 (16-21, 21-18, 17-15) |
|            |         |                                        |             |                                        |                           |
| 14. Juni   | 2       | Julien Lyneel / Rémi Bassereau         | 2           | Robert Juchnevic / Artur Vasiljev      | 2:1 (21-16, 22-24, 15-8)  |
| 14. Juni   | 1       | Téo Rotar / Arnaud Gauthier-Rat        | 1           | Patrikas Stankevicius / Audrius Knasas | 2:1 (21-19, 16-21, 15-12) |
|            |         |                                        |             |                                        |                           |

| Tabelle  | Tabelle  | Tabelle | Tabelle | Tabelle |
| -------- | -------- | ------- | ------- | ------- |
| Gruppe C |          |         |         |         |
| Platz    | Nation   |         |         |         |
| 1.       | Norwegen |         |         |         |
| 2.       | Polen    |         |         |         |
| 3.       | Schweiz  |         |         |         |

| 13. Juni   | 2        | Adrian Heidrich / Leo Dillier   | 2       | Maciej Rudol / Filip Lejawa     | 2:0 (21-16, 21-19)        |
| 13. Juni   | 1        | Marco Krattiger / Florian Breer | 1       | Piotr Kantor / Jakub Zdybek     | 1:2 (21-18, 19-21, 15-17) |
| Golden Set | Schweiz  | Marco Krattiger / Florian Breer | Polen   | Piotr Kantor / Jakub Zdybek     | 0:1 (13-15)               |
| 13. Juni   | 2        | Markus Mol / Jo Sunde           | 2       | Maciej Rudol / Filip Lejawa     | 0:2 (19-21, 19-21)        |
| 13. Juni   | 1        | Hendrik Mol / Mathias Berntsen  | 1       | Piotr Kantor / Jakub Zdybek     | 2:1 (21-19, 18-21, 15-9)  |
| Golden Set | Norwegen | Hendrik Mol / Mathias Berntsen  | Polen   | Piotr Kantor / Jakub Zdybek     | 1:0 (15-9)                |
| 14. Juni   | 2        | Markus Mol / Jo Sunde           | 2       | Adrian Heidrich / Leo Dillier   | 0:2 (19-21, 18-21)        |
| 14. Juni   | 1        | Hendrik Mol / Mathias Berntsen  | 1       | Marco Krattiger / Florian Breer | 2:1 (21-13, 19-21, 15-12) |
| Golden Set | Norwegen | Hendrik Mol / Mathias Berntsen  | Schweiz | Adrian Heidrich / Leo Dillier   | 1:0 (15-8)                |

| Tabelle  | Tabelle  | Tabelle | Tabelle | Tabelle |
| -------- | -------- | ------- | ------- | ------- |
| Gruppe D |          |         |         |         |
| Platz    | Nation   |         |         |         |
| 1.       | Lettland |         |         |         |
| 2.       | Belgien  |         |         |         |
| 3.       | Schweden |         |         |         |

| 13. Juni   | 2        | Theodor Grahn / Linus Isaksson          | 2        | Daan Hendrikx / Kyan Vercauteren        | 1:2 (21-14, 23-25, 13-15) |
| 13. Juni   | 1        | Jacob Hölting Nilsson / Elmer Andersson | 1        | Gilles Vandecaveye / Louis Vandecaveye  | 2:1 (21-19, 18-21, 15-12) |
| Golden Set | Schweden | Jacob Hölting Nilsson / Elmer Andersson | Belgien  | Gilles Vandecaveye / Louis Vandecaveye  | 0:1 (11-15)               |
| 13. Juni   | 2        | Ardis Bedritis / Artūrs Rinkevičs       | 2        | Daan Hendrikx / Kyan Vercauteren        | 2:1 (21-14, 15-21, 15-7)  |
| 13. Juni   | 1        | Mārtiņš Pļaviņš / Kristiāns Fokerots    | 1        | Gilles Vandecaveye / Louis Vandecaveye  | 2:1 (21-19, 28-30, 15-9)  |
|            |          |                                         |          |                                         |                           |
| 14. Juni   | 2        | Ardis Bedritis / Artūrs Rinkevičs       | 2        | Theodor Grahn / Linus Isaksson          | 2:1 (21:17, 19:21, 15:7)  |
| 14. Juni   | 1        | Mārtiņš Pļaviņš / Kristiāns Fokerots    | 1        | Jacob Hölting Nilsson / Elmer Andersson | 1:2 (21-15, 19-21, 13-15) |
| Golden Set | Lettland | Ardis Bedritis / Artūrs Rinkevičs       | Schweden | Jacob Hölting Nilsson / Elmer Andersson | 1:0 (15-13)               |

#### Viertelfinale
| 15. Juni | 1. Gruppe C | 2        | Markus Mol / Jo Sunde                | 2. Gruppe A | 2           | Gonçalo Sousa / Tomas Sousa            | 2:0 (21-11, 21-11)        |
| 15. Juni | 1. Gruppe C | 1        | Hendrik Mol / Mathias Berntsen       | 2. Gruppe A | 1           | João Pedrosa / Hugo Campos             | 1:2 (19-21, 21-18, 13-15) |
| 15. Juni | Golden Set  | Norwegen | Hendrik Mol / Mathias Berntsen       |             | Portugal    | João Pedrosa / Hugo Campos             | 0:1 (11-15)               |
| 15. Juni | 1. Gruppe A | 2        | Timo Hammarberg / Moritz Pristauz    | 2. Gruppe C | 2           | Maciej Rudol / Filip Lejawa            | 2:0 (21-17, 21-14)        |
| 15. Juni | 1. Gruppe A | 1        | Christoph Dressler / Philipp Waller  | 2. Gruppe C | 1           | Piotr Kantor / Jakub Zdybek            | 2:0 (21-16, 21-12)        |
| 15. Juni | 1. Gruppe B | 2        | Julien Lyneel / Rémi Bassereau       | 2. Gruppe D | 2           | Daan Hendrikx / Kyan Vercauteren       | 2:1 (21-17, 17-21, 15-12) |
| 15. Juni | 1. Gruppe B | 1        | Téo Rotar / Arnaud Gauthier-Rat      | 2. Gruppe D | 1           | Gilles Vandecaveye / Louis Vandecaveye | 2:0 (21-15, 21-18)        |
| 15. Juni | 1. Gruppe D | 2        | Ardis Bedritis / Artūrs Rinkevičs    | 2. Gruppe B | 2           | Paul Henning / Bennet Poniewaz         | 2:0 (Wertung)             |
| 15. Juni | 1. Gruppe D | 1        | Mārtiņš Pļaviņš / Kristiāns Fokerots | 2. Gruppe B | 1           | Lukas Pfretzschner / Sven Winter       | 1:2 (21-16, 15-21, 13-15) |
| 15. Juni | Golden Set  | Lettland | Mārtiņš Pļaviņš / Kristiāns Fokerots |             | Deutschland | Lukas Pfretzschner / Sven Winter       | 1:0 (15-9)                |

#### Halbfinale
| 16. Juni | Sieger Viertelfinale 3 | 2 | Julien Lyneel / Rémi Bassereau      | Sieger Viertelfinale 1 | 2 | Gonçalo Sousa / Tomas Sousa          | 2:1 (21-23, 26-24, 15-8)  |
| 16. Juni | Sieger Viertelfinale 3 | 1 | Téo Rotar / Arnaud Gauthier-Rat     | Sieger Viertelfinale 1 | 1 | João Pedrosa / Hugo Campos           | 2:0 (21-18, 21-13)        |
| 16. Juni | Sieger Viertelfinale 2 | 2 | Timo Hammarberg / Moritz Pristauz   | Sieger Viertelfinale 4 | 2 | Ardis Bedritis / Artūrs Rinkevičs    | 2:1 (21-16, 17-21, 16-14) |
| 16. Juni | Sieger Viertelfinale 2 | 1 | Christoph Dressler / Philipp Waller | Sieger Viertelfinale 4 | 1 | Mārtiņš Pļaviņš / Kristiāns Fokerots | 2:0 (21-19, 21-15)        |

#### Finale
| 16. Juni | Sieger Halbfinale 2 | 2          | Timo Hammarberg / Moritz Pristauz   | Sieger Halbfinale 1 | 2          | Julien Lyneel / Rémi Bassereau  | 2:1 (28-30, 21-17, 15-11) |
| 16. Juni | Sieger Halbfinale 2 | 1          | Christoph Dressler / Philipp Waller | Sieger Halbfinale 1 | 1          | Téo Rotar / Arnaud Gauthier-Rat | 1:2 (19-21, 21-19, 12-15) |
| 16. Juni | Golden Set          | Osterreich | Philipp Waller / Timo Hammarberg    |                     | Frankreich | Téo Rotar / Arnaud Gauthier-Rat | 0:1 (10-15)               |